# Stiripentolo
Lo stiripentolo è una farmaco anticonvulsivante utilizzato per il trattamento dell'epilessia e per le crisi associate alla sindrome di Dravet. Il farmaco appartiene alla famiglia degli alcoli allilici aromatici ed ha per questo caratteristica di essere strutturalmente unico rispetto ad altri farmaci antiepilettici.
Lo sviluppo clinico e la commercializzazione dello stiripentolo furono inizialmente ritardati a causa dei potenti effetti inibitori del farmaco nei confronti degli enzimi epatici del citocromo P450. Tuttavia, la sua efficacia clinica come terapia aggiuntiva per l'epilessia deriva dalla sua azione inibitoria verso gli enzimi, poiché lo stiripentolo riduce la degradazione dei farmaci antiepilettici sensibili al citocromo P450, aumentandone così l'efficacia terapeutica. Lo stiripentolo potrebbe anche esibire proprietà anticonvulsivanti dirette, anche se il meccanismo d'azione esatto non è completamente compreso.
Il farmaco è approvato negli Stati Uniti, in Canada e in Europa ed è commercializzato con il nome Diacomit.

## Farmacologia

### Indicazione d'uso
Negli Stati Uniti, lo stiripentolo è indicato per il trattamento delle crisi associate alla sindrome di Dravet nei pazienti che assumono clobazam e che hanno un'età di almeno 6 mesi e un peso di 7 kg o più. Non ci sono dati clinici a supporto dell'uso dello stiripentolo come monoterapia nella sindrome di Dravet.
In Europa e in Canada, lo stiripentolo è indicato come terapia aggiuntiva con clobazam e valproato per le crisi tonicocloniche generalizzate refrattarie nei pazienti con sindrome di Dravet in età infantile le cui crisi non sono adeguatamente controllate solo con clobazam e valproato.

### Farmacodinamica
Lo stiripentolo è un agente antiepilettico che agisce per ridurre la frequenza delle crisi epilettiche. Dimostra proprietà anticonvulsivanti quando somministrato da solo e può potenziare l'inibizione GABAergica tramite diversi meccanismi proposti. Offre un vantaggio terapeutico migliorando l'efficacia di altri farmaci antiepilettici mediante l'inibizione delle enzimi citocromo P450 che normalmente metabolizzano tali farmaci. L'attività anticonvulsivante è strettamente dipendente dall'età, con una maggiore efficacia nei pazienti più giovani.

### Meccanismo d'azione
Il meccanismo con cui il famaco esercita il suo effetto anticonvulsivante negli esseri umani non è stato completamente chiarito. Possibili meccanismi d'azione includono effetti diretti mediati attraverso il recettore GABAA dell'acido gamma-aminobutirrico e effetti indiretti che coinvolgono l'inibizione dell'attività del citocromo P450 con un conseguente aumento dei livelli ematici di clobazam e del suo metabolita attivo.
Lo stiripentolo è un modulatore allosterico positivo dei recettori GABAA dell'encefalo che aumenta la durata dell'apertura del canale legandosi a un sito diverso dal sito di legame delle benzodiazepine. Si lega ai recettori GABAA contenenti una qualsiasi delle subunità α, β, γ o δ, ma mostra la massima potenza quando è legato ai recettori contenenti le subunità α3 o δ. Lo stiripentolo si lega anche ai canali del cloruro dipendenti dai recettori GABAA tramite un meccanismo simile a quello dei barbiturici. Potenzia la trasmissione del GABA aumentandone il rilascio, riducendone l'assorbimento sinaptosomale e inibendo la rottura del GABA mediata dalla GABA transaminasi.
Lo stiripentolo è un inibitore del lattato deidrogenasi, coinvolto nel metabolismo energetico dei neuroni e nella regolazione dell'eccitazione neuronale. Il farmaco si lega al sito separato dai siti di legame del lattato e del piruvato dell'enzima, inibendo così sia la conversione del piruvato in lattato che la conversione del lattato in piruvato. Inibendo il lattato deidrogenasi, lo stiripentolo potrebbe indurre iperpolarizzazione, riducendo così l'eccitabilità neuronale. Gli inibitori del lattato deidrogenasi, tra cui lo stiripentolo, imitano una dieta chetogenica, in cui la fonte di energia nel cervello passa principalmente dai glucidi ai corpi chetonici. I corpi chetonici regolano direttamente l'eccitazione neuronale e le crisi tramite i canali del potassio sensibili all'ATP e i trasportatori del glutammato vescicolare. Lo stiripentolo è anche suggerito di avere proprietà neuroprotettive, che potrebbero ridurre i danni causati dalla deprivazione di ossigeno-glucosio e dall'eccesso di glutammato.

### Assorbimento
Dopo somministrazione orale, lo stiripentolo viene rapidamente e prontamente assorbito, con un Tmax mediano di due o tre ore. L'esposizione sistemica aumenta in modo proporzionale alla dose. Lo stiripentolo ha una bassa biodisponibilità a causa dell'insolubilità in acqua e del metabolismo esteso.

#### Volume di distribuzione
Il volume medio di distribuzione è di 1,03 L/kg ma non mostra una relazione dose-dipendente. Dopo la somministrazione, lo stiripentolo penetra nel cervello e si accumula nel cervelletto e nel midollo allungato.

#### Legame proteico
Il legame dello stiripentolo alle proteine plasmatiche è del 99%.

### Metabolismo
Lo stiripentolo è ampiamente metabolizzato e attraverso numerosi studi farmacocinetici, sono stati rilevati circa 13 diversi metaboliti nell'urina. I principali processi metabolici sono la scissione ossidativa del sistema ad anello metilenediossido e la glucuronidazione, anche se l'identificazione precisa degli enzimi coinvolti non è ancora stata raggiunta. Altre vie metaboliche includono l'O-metilazione dei metaboliti catecolici, l'idrossilazione del gruppo t-butile e la conversione della catena laterale dell'alcol allilico nella struttura isomerica 3-pentanone.
Studi in vitro hanno suggerito che il metabolismo di fase I dello stiripentolo è catalizzato da CYP1A2, CYP2C19 e CYP3A4 e possibilmente da altri enzimi.

#### Via di eliminazione
Lo stiripentolo è eliminato principalmente tramite metabolismo. I suoi metaboliti sono escreti principalmente attraverso via renale. I metaboliti urinari dello stiripentolo rappresentano complessivamente la maggior parte, con una quota del 73% di una dose orale acuta, mentre un ulteriore 13-24% è stato individuato nelle feci come farmaco inalterato.

#### Emivita
L'emivita di eliminazione varia approssimativamente da 4,5 a 13 ore, in modo dose-dipendente.

#### Clearance
La clearance plasmatica diminuisce marcatamente a dosi elevate; diminuisce da circa 40 L/kg/giorno alla dose di 600 mg/giorno a circa 8 L/kg/giorno alla dose di 2.400 mg. La clearance diminuisce dopo una somministrazione ripetuta, probabilmente a causa dell'inibizione degli isoenzimi del citocromo P450 responsabili del suo metabolismo.

### Tossicità
La dose letale DL50 del farmaco somministrato per via orale nei ratti è >3 g/kg.
I dati clinici sulla sovradosaggio di stiripentolo negli esseri umani sono limitati. Nei topi, dosi elevate di stiripentolo di circa 600-1800 mg/kg, hanno causato una diminuzione dell'attività motoria e depressione respiratoria. Il sovradosaggio dovrebbe essere gestito con trattamento di supporto e sintomatico.